# Własność przedłużania homotopii
Własność przedłużania homotopii – własność, która decyduje, kiedy homotopia określona na podprzestrzeni może być przedłużona na całą przestrzeń.

## Definicja
Przekształcenie {\displaystyle i\colon :A\to X} ma własność przedłużania homotopii, jeżeli dla każdego przemiennego diagramu (bez przerywanej strzałki):
gdzie {\displaystyle p_{0}(\xi )=\xi (0),} istnieje przekształcenie {\displaystyle {\tilde {f}}\colon X\to Y^{I}} zachowujące przemienność diagramu. Mówimy wtedy również, że przekształcenie {\displaystyle i} jest korozwłóknieniem. Na przekształcenie {\displaystyle {\tilde {f}}\colon X\to Y^{I}} możemy patrzeć jak na homotopię {\displaystyle X\times I\to Y,} rozszerzającą homotopię {\displaystyle f} określoną na {\displaystyle A} i zgodną z {\displaystyle f_{0}} na {\displaystyle X.}
Dla przestrzeni Hausdorffa, korozwłóknienia muszą być przekształceniami domkniętymi i różnowartościowymi, czyli homeomorfizmami na obraz, w związku z czym możemy patrzeć na korozwłóknienie jak na inkluzję podprzestrzeni {\displaystyle A\subset X.}